# 知府
知府 （ちふ）は、かつて明・清の時代の中国にあった官職である。
前身となる知府事は、地方行政区画である「府」の長官として唐代に成立した。知府と称するようになったのは明代以降の事である。時代とともに相対的な地位・職掌こそ変わるが清代に至るまで府の地方行政を担当した。古い言い方を好む士大夫層は知府を太守と呼んだ。

## 知府制度の変遷

### 成立
知府の始まりは唐代である。だがこの時点では知府は正式な官職ではなく、ごく人数も少なかった。要員も兼務で「知府事」あるいは「権知府事」と呼ばれていた。この制度は後の五代十国時代でも踏襲された。
知府が正式な官職となったのは宋代のときである。行政区画に特別な州として「府」を設置した際にその長官を「知府事」としたのである。宋代の知府は府の軍政を統括していたが、各地の個別の事情を斟酌して他の官職との兼務も一般的だったため、辺境の知府の軍事・政治権力は一般の知府に比べて大きかった可能性がある。

### 府の廃止
元代は地方行政区画として「路」を設置したため、地方行政長官としての知府は廃止された。だが、路の長官ダルガチの配下に知府の官職名を見る事ができる。

### 知府の復活
明代は宋代の制度に倣って知府事を回復させ、その名称を知府に改めた。また清代では明代の制度を踏襲し、大きな変更は加えられなかった。

## 清の知府
宋代の知府が限られた特別な州に設置されたのに対して、清代では国中に府が設置されて知府の権限は唐・宋に比べて低かった。さらに当初は正四品だった官位は1753年（乾隆18年）に従四品官に落とされた。